# Treta-Yuga
Treta Yuga (Sanskrit त्रेता युग Tretā Yuga) ist das zweite von vier in den hinduistischen heiligen Schriften beschriebenen Yugas oder Weltaltern. Das Treta Yuga folgt auf das Satya Yuga und wird vom Dvapara Yuga abgelöst. Es dauert dreimal so lange wie das Kali Yuga, also 3 × 432.000 = 1.296.000 Jahre. 
Das Lebensgesetz (Dharma) wird in diesem Zeitalter nur noch zu drei Vierteln verwirklicht.